# Pulau Sengkilo
Pulau Sengkilo is een bestuurslaag in het regentschap Indragiri Hulu van de provincie Riau, Indonesië. Pulau Sengkilo telt 2041 inwoners (volkstelling 2010).